# Dorin Anastasiu

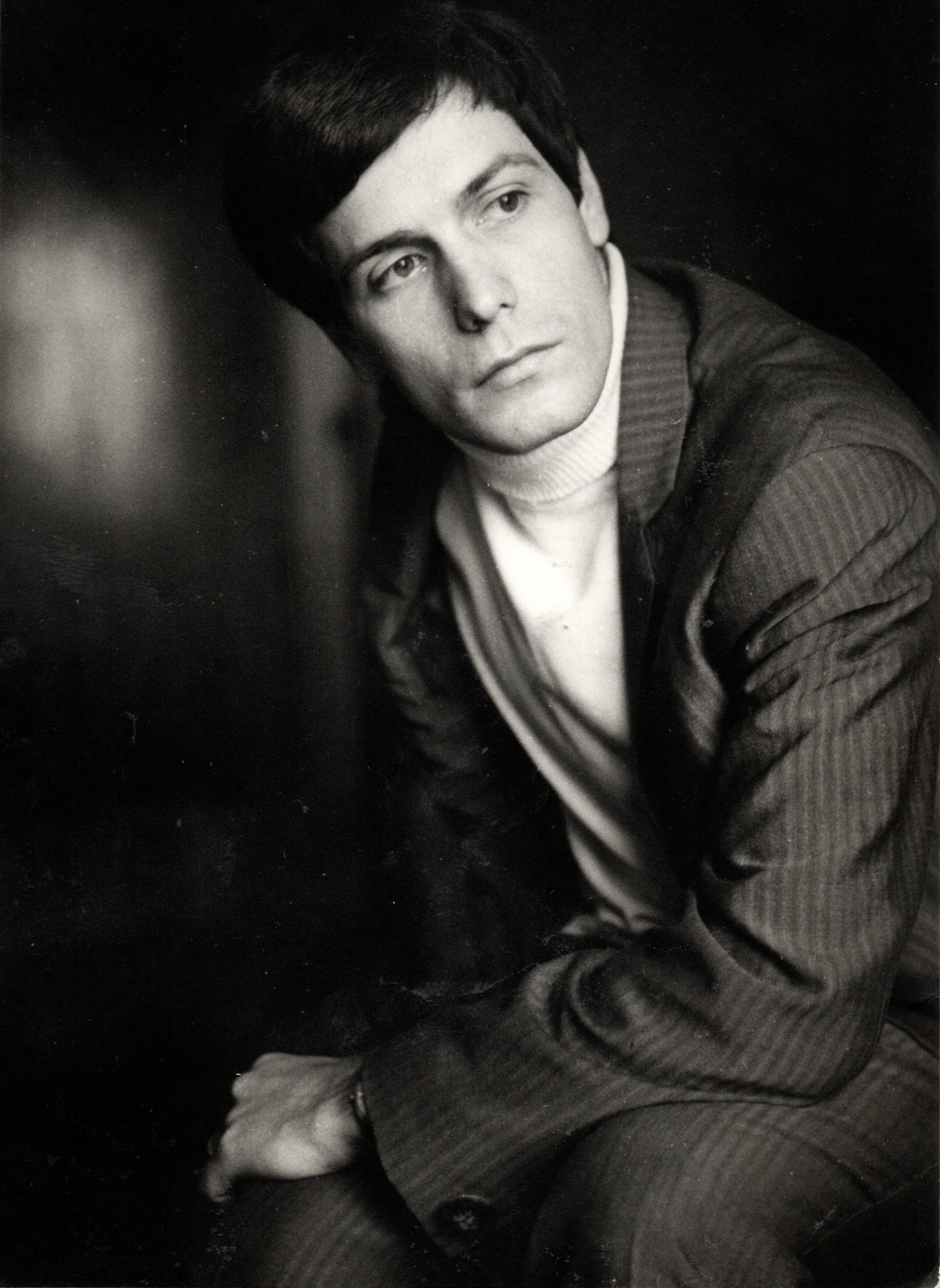
Dorin Anastasiu în perioada debutului

Dorin Anastasiu (n. 6 iulie 1943, Craiova, România – d. 17 septembrie 2021, București, România) a fost un cântăreț de muzică ușoară cu o carieră de peste 50 de ani și sute de melodii înregistrate de-a lungul acestei perioade. Artist complet, cu studii de coregrafie, muzică și teatru, el a activat între anii 1968 și 2021. Câștigătorul a numeroase premii la festivalurile de profil naționale și internaționale (printre care emisiunea-concurs Steaua fără nume, Festivalul de Muzică Ușoară Mamaia, Cântarea României), Dorin Anastasiu a avut o ascensiune fulminantă la începutul carierei, apoi, după perioada de glorie din anii 70-80, steaua lui a început să apună. Încetul cu încetul, s-a reprofilat, trecând în spatele camerelor de luat vederi, devenind în anii '90 redactor (și uneori prezentator) de televiziune, continuând și, la scală mult mai redusă, aparițiile în calitate de cântăreț. De asemenea, Dorin Anastasiu, a jucat în mai multe filme, printre care Cucoana Chirița și Chirița în Iași au fost cele mai cunoscute. Unul dintre ultimele proiecte a fost interpretarea rolului Spoons, în varianta dublată în limba română a filmului de animație Rango.

## Biografie
Dorin Anastasiu s-a născut la Craiova, în ziua de 6 iulie 1943. Fiul lui Nicolae Vintilă Anastasiu, ofițer în armata regală a României (la rândul său fiu al generalului Alexe Anastasiu) și al Mariei Florica Anastasiu (născută Marinescu), cântăreață și dansatoare la Teatrul de revistă „Alhambra”, a cunoscut de mic greutățile războiului. Pe când avea 3 ani, regimul comunist a confiscat averile părinților și familia a fost mutată la comun cu alte familii în situații similare. Moștenește talentul muzical de la părinți, mama sa fiind cea care îi deschide apetitul pentru muzică și actorie. Între anii 1954-1957 a urmat Școala de coregrafie din București, iar în 1961 a terminat Liceul „Ion Neculce”. În 1967 a absolvit Facultatea de Instalații din cadrul Institutului de Construcții din București. În paralel, începe activitatea de artist amator la Casa de Cultură a Tineretului „I.V.Stalin” și în echipa artistică de amatori din cadrul Intreprinderii de Instalații București. Totodata urmează și cursurile Școlii Populare de Artă din București (secția de teatru – profesor Cornelia Mănescu și secția de muzică ușoară – profesor Florica Orăscu).

### Începuturi
În 1966, obține premiul I pe București și apoi pe țară la Festivalul Studențesc. În anul 1967 debutează la Radio cu melodia „Ploaia și noi” (Vasile Vasilache jr.), iar în anul următor vine și debutul în televiziune, la emisiunea „Emoții în premieră”. Acesta a fost începutul unei colaborari constante cu radioul și televiziunea. Din anul 1968 colaborează, pentru ca ulterior să fie angajat la Teatrul Ion Vasilescu din București, unde participă, în calitate de solist vocal și actor, la numeroase spectacole. Aici o cunoaște pe viitoarea lui soție, Doina, pe atunci prim-balerină la acest teatru. În același an, joacă împreună în spectacolul De la Bach, la Tom Jones. Ajunge pe culmile gloriei odată cu câștigarea premiului I la secțiunea „Interpretare” a festivalului național de muzică ușoară Mamaia. Doina și Dorin se căsătoresc în anul 1970 și în același an vine pe lume și primul lor copil, Virgil Alexandru Anastasiu. În anul 1979, se naște și fiica lor, Raluca.

### Anii '80-'90
În anii '80 se transferă la Estrada Armatei, unde participă la spectacole și la numeroase turnee. În paralel, colaborează si cu Teatrul de revistă „Constantin Tănase”. Pe lânga numeroasele apariții TV, efectuează și o serie de turnee în țări precum U.R.S.S, Polonia, Bulgaria, Tunisia, Congo, Camerun, Germania, Austria, Spania și Israel.
În anul 1991 se angajează la Teatrului `Alexandru Davila~ din Pitești, prin intermediul căruia participă la Festivalul Teatrelor de Revistă în anul 1994, obținând premiul I.

### Cariera în televiziune
În perioada 1993-1995, colaborează cu postul TV Antena 1, ca redactor-prezentator al emisiunii „Memoria Cântecului Francez” (în colaborare cu Miruna Dima). În cele 20 de episoade, emisiunea prezintă portrete dedicate marilor chansonetiști francezi ai anilor `60-`70. În aceiași calitate, realizează și emisiunea „Cântecul Francez? De ce nu!”, prezentând portrete ale cântăreților francezi contemporani.
Între anii 1997-1998, colaborează cu Televiziunea Română, ca redactor al emisiunii „Portret în oglindă” (în colaborare cu Nicoleta Păun), realizând un ciclu de emisiuni dedicate compozitorilor români.
În 1999, participă ca profesor de canto și redactor la emisiunile „Ploaia de stele” și „Ploaia steluțelor”, realizate de TVR în colaborare cu Prime Time World (Valeriu Lazarov), pregătind concurenții pentru debut.

### Ultima parte a carierei
După anul 2000, aparițiile la televiziune devin tot mai sporadice, fiind invitat la diferite emisiuni de la posturile PROTV, ANTENA 1, EUFORIA, TVRM, DDTV, TVR1, NATIONAL TV, TVR INTERNATIONAL, iar colaborările pe partea de redactor încetează. Dorin Anastasiu continuă să lucreze pentru tot restul vieții ca profesor de canto, pregătind copii si tineri pentru diferite emisiuni și concursuri. Pe 17 septembrie 2021, încetează din viață, după o scurtă suferință.

## Stil
Cu vocea sa suavă, ușor nazală de la început, cu carisma și atuurile sale fizice, Dorin Anastasiu cunoaște la început, un succes fulgerător. Înclinarea sa naturală spre actorie și poezie îl ajută să-și formeze un stil propriu interpretativ, făcându-l să gândească fiecare cântec ca o mică poveste pe care el avea datoria de a o spune. A lansat numeroase melodii din creația unor compozitori precum: Ion Vasilescu, Henry Mălineanu, Elly Roman, Florentin Delmar, Aurel Giroveanu, Alexandru Mandy, Florin Bogardo, Edmond Deda, Valențiu Grigorescu, Gelu Solomonescu, Richard Stein, Marcel Dragomir, Camelia Dăscălescu, Laurențiu Profeta, Petre Mihăiescu, Dan Dimitriu, Claudia Nacu, Dani Constantin, Vasile Veselovschi, Temistocle Popa, George Grigoriu, Viorel Gavrilă, Dan Ardelean, Dan Mizrahy, Enrico Fanciotti, Andrei Proșteanu, Constantin Alexandru (Ramon Tavernier), George Zbîrcea (Claude Romano), Sile Dinicu, Vasile Vasilache Jr. pe versurile unor poeți si textieri precum: Ion Minulescu, Mihai Eminescu, Lucian Blaga, Miron Radu Paraschivescu, Marin Sorescu, Nichita Stănescu, George Țărnea, Dan Verona, Harry Negrin, Eugen Mirea, Aurel Felea, Mihai Maximilian, Aurel Storin, George Mihalache, Șasa Georgescu, Timotei Ursu, Gh. E. Marian, George Popovici sau Dan V. Dumitriu. Pe cât de diversă e paleta de compozitori, pe atât e de variate sunt și genurile muzicale abordate, de la bossa nova la rock, pop și chiar tango, deși el a fost cunoscut drept cântăreț de muzică ușoară.
Una dintre colaborările cele mai importante pentru el a fost cea cu Florin Bogardo, pe care îl admira nespus. Melodiile sale, pe versurile unor poeți consacrați (în special Marin Sorescu), se potriveau perfect cu sensibilitatea și talentul său interpretativ. Printre ele, cele mai importante sunt „Plop înfrânt”, „Tablouri”, „Într-o zi, când m-am născut”, „Un acoperiș” și „Ceramică”. După debut, vocea sa și-a pierdut nazalitatea, remarcându-se prin claritate și un ambitus de invidiat. În ultima parte a carierei, a colaborat foarte mult cu cantautoarea Claudia Nacu, cu care a lansat câteva duete de succes, cum ar fi „Și pasăre, și stea” și „Sfera de lumină”.

## Discografie
Deși a înregistrat sute de melodii, una dintre marile sale tristeți a fost că nu a reușit, în 50 de ani de carieră, să lanseze decât un singur album - Bună seara, Iglesias!, în 1982, în care interpreta în limba română melodii ale cunoscutului interpret spaniol Julio Iglesias. Mini LP-ul Dorin Anastasiu din 1969 promitea o carieră discografică bogată, dar diferitele conflicte avute cu mulți dintre compozitorii și oamenii care ar fi putut să-l ajute în acest sens, pe lângă înclinarea sa către procrastinare, au făcut ca acest vis să nu i se îndeplinească. În 1973, o piesă în interpretarea sa a apărut pe un LP conținând patru dintre cele mai de succes melodii din musicalul Bună seara, domnule Wilde!. După Revoluție, ca majoritatea colegilor săi de generație, s-a pierdut în hățișul caselor de discuri noi apărute. Totuși, de-a lungul vieții, a apărut pe numeroase compliații, așa cum se poate observa în lista de mai jos.
| Album                                       | An apariție | Duet cu              | Format     | Electrecord | Melodii cântate de Dorin Anastasiu |
| ------------------------------------------- | ----------- | -------------------- | ---------- | ----------- | --- |
| Dorin Anastasiu                             | 1969        | N/A                  | Mini LP    | Electrecord | 1. Merci, Bécaud 2. Astă seară, fără lacrimi 3. Plop înfrânt 4. Bibelouri mici de Saxa |
| Bună seara, domnule Wilde!                  | 1973        | N/A                  | Mini LP    | Electrecord | Parisul |
| Meridiane Melodii 3                         | 1974        | N/A                  | Compilație | Electrecord | Trec căruțe colorate ”Jada vaz colorowe”) |
| Doina Stanescu/Dorin Anastasiu              | 1976        | N/A                  | Mini LP    | Electrecord | Chemarea vieți |
| Concursul cântecului politic pentru tineret | 1981        | N/A                  | Compilație | Electrecord | Balada bobului de grâu |
| Bună seara, Iglesias!                       | 1982        | N/A                  | LP         | Electrecord | 1. Sunt un copil, sunt un actor 2. Pentru ce crezi că mi-e dor 3. Manuela 4. Spunea legenda 5. Sărută-mă 6. Nu e timp de lacrimi 7. Într-o zi de carnaval 8. Un bătrân sentimental 9. O zi ești tu, o zi sunt eu 10. De ce nu știi să pierzi 11. Chiar dacă tu 12. Corabia uitării |
| Melodii '82                                 | 1983        | Mirela Fugaru        | Compliație | Electrecord | Țară care crești copii |
| Melodii '83                                 | 1984        | Trixi Abramovici     | Compliație | Electrecord | Melomanul |
| Mamaia '84                                  | 1985        | N/A                  | Compliație | Electrecord | Îndrăgostit |
| Mamaia '84                                  | 1985        | N/A                  | Compliație | Electrecord | Copiii noștri |
| Melodii '85                                 | 1986        | N/A                  | Compliație | Electrecord | Ia totul de la capăt |
| Melodii '85                                 | 1986        | N/A                  | Compliație | Electrecord | Să regăsim iubirea |
| Mamaia '85                                  | 1986        | N/A                  | Compliație | Electrecord | Ia totul de la capăt |
| Mamaia '87                                  | 1988        | N/A                  | Compliație | Electrecord | Dacă vrei să fii om |
| Mamaia '89                                  | 1989        | Claudia Daniela Nacu | Compliație | Electrecord | Cuvântul om |

## Palmares
Dorin Anastasiu a participat și a câștigat de-a lungul carierei sale numeroase premii la festivaluri de muzică naționale si internaționale:
1. Festivalul Național Studențesc (1968) – Premiul I pe București, premiul I pe țară
2. Festivalul Internațional al Cântecului pentru Tineret Soci U.R.S.S. (1968) – premiul II – cu melodia Chemarea vieții
3. Festivalul Național Mamaia (1969) – premiul I (secțiunea interpretare) – cu piesele Merci, Bécaud și Plop înfrânt
4. Festivalul Internațional “Cerbul de Aur” – Brasov (1970)
5. Festivalului de la Mamaia (edițiile ‘83, ’84, ’85, ’87, ’89)
6. Festivalul Melodii (edițiile ’80, ’81, ’82 )
7. Festivalul “Cântarea României” (toate edițiile)
8. Festivalul Internațional din Ulan Bator (Mongolia)
9. Festivalul International al Cantecului Ostășesc (Polonia)
10. Festivalul Teatrelor de Revistă (1994) – premiul I

## Filmografie
Dragostea pentru cinematografie se concretizează prin participarea, în 1977, la realizarea coloanei sonore a filmului Mama, în regia Elisabetei Bostan. Apoi, obține rolul „Un invitat” din filmul Pe malul stîng al Dunării albastre în regia Malvinei Urșianu. Primul rol mai substanțial în care apare este însă Lampadie Brustur din filmele Cucoana Chirița și Chirița în Iași, în regia lui Mircea Drăgan. După Revoluție, Dorin Anastasiu dublează numeroase desene animate pentru postul TV Antena 1, iar în 2011, interpretează rolul Spoon, în varianta dublată în limba română a filmului de animație de mare succes Rango.